# Affricata epiglottale sorda
L'affricata epiglottale sorda (AFI: [ʡ͡ʜ]) è una rara consonante affricata che è iniziata come una occlusiva epiglottale [ʡ] e viene rilasciata come una fricativa epiglottale sorda [ʜ]. Non è stato segnalato che si verifichi fonemicamente in nessuna lingua.

## Caratteristiche
- Il suo modo di articolazione è affricato, il che significa che viene prodotto prima interrompendo completamente il flusso d'aria, quindi consentendo il flusso d'aria attraverso un canale ristretto nel punto di articolazione, provocando turbolenza.
- Il suo luogo di articolazione è epiglottale, il che significa che è articolato con le pieghe ariepiglottiche contro l'epiglottide.
- è una consonante sorda, in quanto questo suono è prodotto solo dal sibilare dell'aria e non dalle corde vocali;
- È una consonante orale, il che significa che l'aria può fuoriuscire solo attraverso la bocca.
- È una consonante centrale, il che significa che è prodotta dirigendo il flusso d'aria lungo il centro della lingua, piuttosto che ai lati.
- Il meccanismo del flusso d'aria è polmonare, il che significa che è articolato spingendo l'aria esclusivamente con i muscoli intercostali e il diaframma, come nella maggior parte dei suoni.

## Occorrenza
| Lingua | Lingua               | Parola | AFI | significato | appunti | appunti                                                                      |
| ------ | -------------------- | ------ | --- | ----------- | ------- | ---------------------------------------------------------------------------- |
| Haida  | dialetto di Hydaburg |        |     |             |         | Può essere una Occlusiva [ʡ] o la sua controparte Sonora [ʡ͡ʢ] per cambiarlo. |